# Regelbau 667

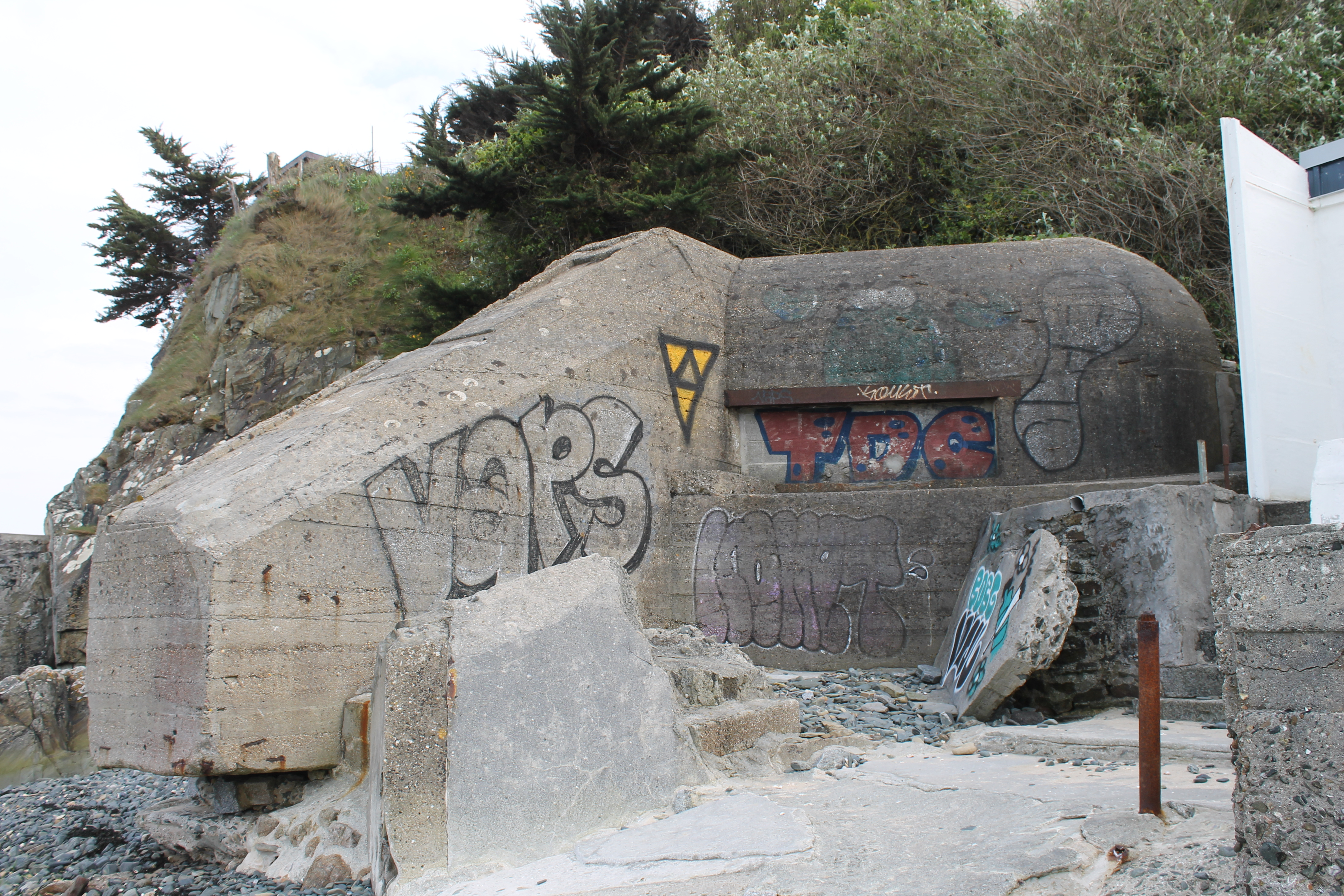
Bunker Regelbau 667 à Plérin (Bretagne).

La casemate de type Regelbau 667 est une casemate répondant au standard Regelbau. 

## Construction
Cette casemate est à l'origine construite pour la Heer.

## Architecture
Cette casemate est prévu pour l’utilisation d’un canon fixe KwK 5cm. Possédant un mur de flanquement anti-char, il fait partie des casemates d’artillerie de petite taille.
Cette ouvrage est relativement simple et ne possède pas d’autre salle que la chambre de tir. Avec une taille de 6,80 m sur 6,40 m, il n’est pas prévu pour servir de casernement de ses servants. Il nécessite 165 m3 de béton pour sa construction. Son accès s’effectue par un couloir à l’arrière qui est fermé par une porte blindée. Avec ses murs de 1,50 m d’épaisseur, cet ouvrage est une série intermédiaire entre les ouvrages les plus protégés (2 m d’épaisseur) et ceux construits fin 1944 souvent équipés de murs de 1 m d’épaisseur.

## Exemplaires
Cet ouvrage a été construit principalement sur les côtés françaises, belges et néerlandaises. On en compte moins de 30 sur celles de Norvège, d’Allemagne et du Sud de la France. On les retrouve principalement sur les secteurs fortifiés dans la dernière partie du conflit.